# 轅買
轅買（?—?），出自轅氏，中国春秋时期陈国的卿大夫。
前481年（鲁哀公十四年、楚惠王八年、陈湣公二十一年）冬，陈国宗竖从楚国再回到陈国，陈国人把他杀死杀之。陈国辕买出奔楚国。三年后，楚国灭陈国。